# Abell 2151
| Abell 2151 Herkules-Haufen                              | Abell 2151 Herkules-Haufen        |
| ------------------------------------------------------- | --------------------------------- |
| Aufnahme durch das VLT Survey Telescope                 |                                   |
| Aufnahme durch das VLT Survey Telescope                 |                                   |
| Beobachtungsdaten Äquinoktium: J2000.0, Epoche: J2000.0 |                                   |
| Sternbild                                               | Herkules                          |
| Rektaszension                                           | 16h 05m,3                         |
| Deklination                                             | +17° 45′                          |
| Erscheinungsbild                                        |                                   |
| Anzahl Galaxien                                         | > 100                             |
| Hellstes Mitglied                                       | NGC 6041                          |
| Physikalische Daten                                     |                                   |
| Zugehörigkeit                                           | Herkules-Superhaufen, Große Mauer |
| Rotverschiebung                                         | ca. 0,036                         |
| Radialgeschwindigkeit                                   | ca. 11000 km/s                    |
| Entfernung                                              | ca. 500 Mio. Lichtjahre           |

Abell 2151 (kurz A2151), auch als Herkules-Haufen bezeichnet, ist ein etwa 500 Millionen Lichtjahre entfernter Galaxienhaufen im gleichnamigen Sternbild Herkules. A2151 erstreckt sich am Himmel über etwa 1°, weist eine komplexe Struktur auf und hat keine zentrale Galaxie. Hellstes Mitglied ist NGC 6041. Der Haufen enthält mehrere interagierende Systeme, darunter Arp 71 und Arp 272. A2151 ist Teil des Herkules-Superhaufens und der Großen Mauer. Der Galaxienhaufen wurde zum ersten Mal von Harlow Shapley im Jahr 1933 beschrieben.

## Mitglieder (Auswahl)
- NGC 6041
- Arp 272 (NGC 6050 und IC 1179)
- NGC 6045 (Arp 71)
- NGC 6034
- NGC 6040
- NGC 6042
- NGC 6043
- NGC 6044
- NGC 6047
- NGC 6054
- NGC 6055
- NGC 6056
- NGC 6057
- NGC 6061